# Wettsaasen
Wettsaasen ist ein Ortsteil der Gemeinde Mücke im mittelhessischen Vogelsbergkreis.
Das Dorf liegt am Nordwesthang des Vogelsberges am Ufer der Ohm. Durch den Ort führt die  Kreisstraße 45.

## Geschichte

### Mittelalter
Die älteste schriftliche Erwähnung von Wettsaasen geschieht ca. Jahr 1300 in einem Kopiar des 14. Jahrhunderts; „Waschelsassen“.
Weitere Nennungen im 14. Jahrhundert finden sich u. a. in einer Urkunde von 1308: „XXV solidos in Wesselessassen“. (Einkünfte von 25 Schilling). 1327 wird urkundlich eine Mühle in dem Dorf  erwähnt: „in molendino sito in villa Weytzelsasin“. 1335: heißt es „ir gud zu Wetsilssasin“.
Innerhalb der heutigen Gemarkung südwestlich des bestehenden Dorfes lag die Wüstung Ober-Wettsaasen. Dieser Ort wird 1498 indirekt erwähnt, als in einem Kopial des 16. Jahrhunderts eine Lage „zwuschen den zweien Wetsachßen“ beschrieben wird. Ein Salbuch nennt 1589 „Obernwetsachsen“.
In der Namensforschung wird der Ortsname als „Siedlung der Hintersassen des Wazili“ gedeutet.
Am 30. August 1437 verkauften Katharina von Hohenfels, die Witwe Volperts von Ders, und ihr Sohn Heinrich sowie Flemming von Hausen und seine Frau Bitzel ihr Gut zu Wadenhausen, einer Wüstung bei Grünberg, und „czu wetsassen“ erblich an Gerlach von Merlau.
Die kleine Kirche Wettsaasen wurde gegen Ende des 15. Jahrhunderts erbaut. 1740 wurde ihre Renovierung begonnen und 1750 abgeschlossen.

### Neuzeit
Die Statistisch-topographisch-historische Beschreibung des Großherzogthums Hessen berichtet 1830 über Wettsaasen:

„Wettsaasen (L. Bez. Grünberg) evangel. Filialdorf; liegt an der Ohm, 2 St. von Grünberg und hat 1 Kirche, 46 Häuser und 260 Einwohner, die evangelisch sind. In frühern Zeiten kommt der Ort unter dem Namen Waschelsassen vor.“

Hessische Gebietsreform (1970–1977)
Zum 31. Dezember 1971 wurde die bis dahin selbständige Gemeinde Wettsaasen im Zuge der Gebietsreform in Hessen auf freiwilliger Basis in die Gemeinde Nieder-Ohmen eingegliedert. Zeitgleich fusionierten Nieder-Ohmen und Ober-Ohmen mit der Gemeinde Mücke zur neuen Großgemeinde Mücke.
Für Wettsaasen wurde, wie für die übrigen Ortsteile von Mücke, ein Ortsbezirk gebildet.
Den öffentlichen Personennahverkehr stellt die Buslinie VB-78 der Verkehrsgesellschaft Oberhessen her.

### Räuberwesen
Der Einwohner J. Weber aus Wettsaasen wurde innerhalb eines Jahres zweimal von Räubern heimgesucht. Es waren immer Mitglieder der Wetterauer und Vogelsberger Bande. Ca. 1804 raubten die Brüder Johann Georg Pfeiffer und Balser Pfeiffer aus Maar einen eingemauerten Kessel, nachdem bereits ein Jahr zuvor der eigentliche Kopf der Bande, Jakob Heinrich Vielmetter, mit seinen Schwiegersöhnen Johannes Lehn aus Breungeshain und Johann Heinrich Brandau, genannt der Engelröder Dick, sowie Johann Leonhard Lang aus Rixfeld ebenfalls einen Kessel geraubt hatten. Der neue Kessel hatte 33 fl. gekostet und war noch nicht vollständig bezahlt.

### Verwaltungsgeschichte
Wettsaasen gehörte im 18. Jahrhundert zur Landgrafschaft Hessen-Darmstadt, Regierungsbezirk Gießen, Amt Grünberg, Gericht Nieder-Ohmen, seit 1806 zum neu gebildeten Großherzogtum Hessen, Provinz Oberhessen, Amt Grünberg. 1821 war es der Landratsbezirk Grünberg, 1832 wurde der Kreis Grünberg gegründet. In Folge der Revolution 1848 kam das Dorf zum Regierungsbezirk Gießen, der nicht mit dem heutigen identisch ist. Nach dessen Auflösung gelangte das Dorf 1852 wieder in den Kreis Grünberg. Seit 1874 war Wettsaasen in den Landkreis Alsfeld eingegliedert, der sich mit dem Landkreis Lauterbach 1972 zum Vogelsbergkreis vereinigte.
Die folgende Liste zeigt im Überblick die Staaten und Verwaltungseinheiten, denen Wettsaasen angehört(e):
- vor 1567: Heiliges Römisches Reich, Landgrafschaft Hessen, Gericht Nieder-Ohmen[18]
- ab 1567: Heiliges Römisches Reich, Landgrafschaft Hessen-Marburg, Amt Grünberg, Gericht Nieder-Ohmen
- 1604–1648: Heiliges Römisches Reich, strittig zwischen Landgrafschaft Hessen-Darmstadt und Landgrafschaft Hessen-Kassel (Hessenkrieg)
- ab 1604: Heiliges Römisches Reich, Landgrafschaft Hessen-Darmstadt, Oberfürstentum Hessen, Amt Grünberg,[19] Gericht Nieder-Ohmen
- ab 1806: Großherzogtum Hessen,[Anm. 2] Fürstentum Oberhessen, Amt Grünberg[20][21]
- ab 1815: Großherzogtum Hessen[Anm. 3], Provinz Oberhessen, Amt Grünberg[22]
- ab 1821: Großherzogtum Hessen, Provinz Oberhessen, Landratsbezirk Grünberg[Anm. 4]
- ab 1832: Großherzogtum Hessen, Provinz Oberhessen, Kreis Grünberg
- ab 1848: Großherzogtum Hessen, Regierungsbezirk Gießen
- ab 1852: Großherzogtum Hessen, Provinz Oberhessen, Kreis Grünberg
- ab 1867: Norddeutscher Bund[Anm. 5], Großherzogtum Hessen, Provinz Oberhessen, Kreis Grünberg
- ab 1871: Deutsches Reich, Großherzogtum Hessen, Provinz Oberhessen, Kreis Grünberg
- ab 1874: Deutsches Reich, Großherzogtum Hessen, Provinz Oberhessen, Kreis Alsfeld
- ab 1918: Deutsches Reich (Weimarer Republik), Volksstaat Hessen, Provinz Oberhessen, Kreis Alsfeld
- ab 1938: Deutsches Reich, Landkreis Alsfeld[23][Anm. 6]
- ab 1945: Amerikanische Besatzungszone,[Anm. 7] Groß-Hessen, Regierungsbezirk Darmstadt, Landkreis Alsfeld
- ab 1946: Amerikanische Besatzungszone, Land Hessen, Regierungsbezirk Darmstadt, Landkreis Alsfeld
- ab 1949: Bundesrepublik Deutschland, Land Hessen, Regierungsbezirk Darmstadt, Landkreis Alsfeld
- ab 1972: Bundesrepublik Deutschland, Hessen, Regierungsbezirk Darmstadt, Vogelsbergkreis, Gemeinde Mücke[Anm. 8]
- ab 1981: Bundesrepublik Deutschland, Land Hessen, Regierungsbezirk Gießen, Vogelsbergkreis, Gemeinde Mücke

### Flächenstatistik
- 1854 Morgen 883, davon 566 Acker, 195 Wiesen, 71 Wald
- 1961 Hektar 221, davon 20 Wald

### Recht

#### Materielles Recht
In Wettsaasen galt der Stadt- und Amtsbrauch von Grünberg als Partikularrecht. Das Gemeine Recht galt nur, soweit der Amtsbrauch keine Bestimmungen enthielt. Dieses Sonderrecht alten Herkommens behielt seine Geltung auch während der Zugehörigkeit zum Großherzogtum Hessen im 19. Jahrhundert, bis es zum 1. Januar 1900 von dem einheitlich im ganzen Deutschen Reich geltenden Bürgerlichen Gesetzbuch abgelöst wurde.

#### Gerichtsverfassung seit 1803
In der Landgrafschaft Hessen-Darmstadt wurde mit Ausführungsverordnung vom 9. Dezember 1803 das Gerichtswesen neu organisiert. Für die Provinz Oberhessen wurde das Hofgericht Gießen als Gericht der zweiten Instanz eingerichtet. Die Rechtsprechung der ersten Instanz wurde durch die Ämter bzw. Standesherren vorgenommen und somit war für Wettsaasen das „Amt Grünberg“ zuständig.
Das Hofgericht war für normale bürgerliche Streitsachen Gericht der zweiten Instanz, für standesherrliche Familienrechtssachen und Kriminalfälle die erste Instanz. Übergeordnet war das Oberappellationsgericht Darmstadt.
Mit der Gründung des Großherzogtums Hessen 1806 wurde diese Funktion beibehalten, während die Aufgaben der ersten Instanz 1821 im Rahmen der Trennung von Rechtsprechung und Verwaltung auf die neu geschaffenen Landgerichte übergingen. „Landgericht Grünberg“ war daher von 1821 bis 1879 die Bezeichnung für das erstinstanzliche Gericht, das für Wettsaasen zuständig war.
Anlässlich der Einführung des Gerichtsverfassungsgesetzes mit Wirkung vom 1. Oktober 1879, infolge derer die bisherigen großherzoglich hessischen Landgerichte durch Amtsgerichte an gleicher Stelle ersetzt wurden, während die neu geschaffenen Landgerichte nun als Obergerichte fungierten, kam es zur Umbenennung in „Amtsgericht Grünberg“ und Zuteilung zum Bezirk des Landgerichts Gießen. Am 1. Juli 1968 erfolgte die Auflösung des Amtsgerichts Grünberg, Wettsaasen wurde dem Amtsgericht Alsfeld zugelegt.
In der Bundesrepublik Deutschland sind die übergeordneten Instanzen das Landgericht Gießen, das Oberlandesgericht Frankfurt am Main sowie der Bundesgerichtshof als letzte Instanz.

## Bevölkerung

### Einwohnerentwicklung
- 1791: 163 Einwohner[27]
- 1800: 164 Einwohner[28]
- 1806: 178 Einwohner, 36 Häuser[21]
- 1829: 260 Einwohner, 46 Häuser[11]
- 1867: 236 Einwohner, 46 bewohnte Gebäude[29]
- 1875: 238 Einwohner, 52 bewohnte Gebäude[30]

| Wettsaasen: Einwohnerzahlen von 1791 bis 2022 | Wettsaasen: Einwohnerzahlen von 1791 bis 2022 | Wettsaasen: Einwohnerzahlen von 1791 bis 2022 | Wettsaasen: Einwohnerzahlen von 1791 bis 2022 | Wettsaasen: Einwohnerzahlen von 1791 bis 2022 |
| --- | --------------------------------------------- | --------------------------------------------- | --------------------------------------------- | --------------------------------------------- |
| Jahr |                                               |                                               |                                               | Einwohner                                     |
| 1791 | 1791                                          |                                               | 163                                           | 163                                           |
| 1800 | 1800                                          |                                               | 164                                           | 164                                           |
| 1806 | 1806                                          |                                               | 178                                           | 178                                           |
| 1829 | 1829                                          |                                               | 260                                           | 260                                           |
| 1834 | 1834                                          |                                               | 258                                           | 258                                           |
| 1840 | 1840                                          |                                               | 276                                           | 276                                           |
| 1846 | 1846                                          |                                               | 268                                           | 268                                           |
| 1852 | 1852                                          |                                               | 264                                           | 264                                           |
| 1858 | 1858                                          |                                               | 289                                           | 289                                           |
| 1864 | 1864                                          |                                               | 237                                           | 237                                           |
| 1871 | 1871                                          |                                               | 251                                           | 251                                           |
| 1875 | 1875                                          |                                               | 238                                           | 238                                           |
| 1885 | 1885                                          |                                               | 184                                           | 184                                           |
| 1895 | 1895                                          |                                               | 206                                           | 206                                           |
| 1905 | 1905                                          |                                               | 224                                           | 224                                           |
| 1910 | 1910                                          |                                               | 221                                           | 221                                           |
| 1925 | 1925                                          |                                               | 220                                           | 220                                           |
| 1939 | 1939                                          |                                               | 200                                           | 200                                           |
| 1946 | 1946                                          |                                               | 273                                           | 273                                           |
| 1950 | 1950                                          |                                               | 274                                           | 274                                           |
| 1956 | 1956                                          |                                               | 242                                           | 242                                           |
| 1961 | 1961                                          |                                               | 225                                           | 225                                           |
| 1967 | 1967                                          |                                               | 223                                           | 223                                           |
| 1970 | 1970                                          |                                               | 204                                           | 204                                           |
| 1980 | 1980                                          |                                               | ?                                             | ?                                             |
| 1990 | 1990                                          |                                               | ?                                             | ?                                             |
| 2000 | 2000                                          |                                               | ?                                             | ?                                             |
| 2011 | 2011                                          |                                               | 198                                           | 198                                           |
| 2015 | 2015                                          |                                               | 175                                           | 175                                           |
| 2022 | 2022                                          |                                               | 163                                           | 163                                           |
| Datenquelle: Historisches Gemeindeverzeichnis für Hessen: Die Bevölkerung der Gemeinden 1834 bis 1967. Wiesbaden: Hessisches Statistisches Landesamt, 1968. Weitere Quellen: LAGIS; Gemeinde Mücke; Zensus 2011 |                                               |                                               |                                               |                                               |

### Einwohnerstruktur 2011
Nach den Erhebungen des Zensus 2011 lebten am Stichtag dem 9. Mai 2011 in Wettsaasen 198 Einwohner. Darunter waren 6 (3,0 %) Ausländer.
Nach dem Lebensalter waren 27 Einwohner unter 18 Jahren, 69 zwischen 18 und 49, 60 zwischen 50 und 64 und 42 Einwohner waren älter.
Die Einwohner lebten in 81 Haushalten. Davon waren 18 Singlehaushalte, 33 Paare ohne Kinder und 27 Paare mit Kindern, sowie 6 Alleinerziehende und keine Wohngemeinschaften. In 18 Haushalten lebten ausschließlich Senioren und in 48 Haushaltungen lebten keine Senioren.

### Historische Religionszugehörigkeit
- 1829: 260 evangelische (= 100 %) Einwohner[11]
- 1961: 216 evangelische (= 96,00 %), 9 katholische (= 4,00 %) Einwohner[1]

## Politik
Ortsbeirat
Für Wettsaasen besteht ein Ortsbezirk (Gebiete der ehemaligen Gemeinde Wettsaasen) mit Ortsbeirat und Ortsvorsteher nach der Hessischen Gemeindeordnung.
Der Ortsbeirat besteht aus fünf Mitgliedern. Bei den Kommunalwahlen in Hessen 2021 betrug die Wahlbeteiligung zum Ortsbeirat 84,52 %. Alle Mitglieder gehören der „Dorfliste Wettsaasen“ an. Der Ortsbeirat wählte Albrecht Müller zum Ortsvorsteher.